# David Kinderlehrer
David Samuel Kinderlehrer (* 23. Oktober 1941 in Allentown (Pennsylvania))  ist ein US-amerikanischer Mathematiker, der sich mit Analysis befasst.

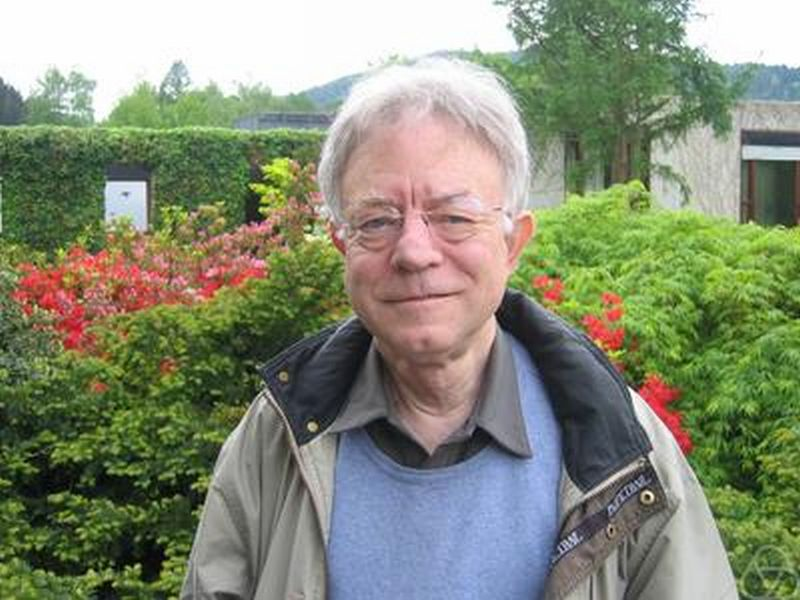
David Kinderlehrer, Oberwolfach 2006

Kinderlehrer studierte am Massachusetts Institute of Technology mit dem Bachelor-Abschluss 1963 und wurde 1968 an der University of California, Berkeley bei Hans Lewy promoviert (Minimal surfaces whose boundaries contain spikes). Ab 1968 war er Instructor und ab 1975 Professor an der University of Minnesota in Minneapolis. 1971/72 war er an der Scuola Normale Superiore di Pisa. Ab 2003 war er Professor für Mathematik an der Carnegie Mellon University.
Er befasst sich mit Partiellen Differentialgleichungen, Minimalflächen und Variationsungleichungen, mit mathematischen Anwendungen in der Mikrostruktur biologischer Materialien, Festkörperphysik und in Materialwissenschaften, wie Flüssigkristalle, Protein-Motoren, Wachstum kristalliner Körner.
Er ist Fellow der American Mathematical Society. Er war Invited Speaker auf dem Internationalen Mathematikerkongress 1974 in Vancouver (Elliptic Variational Inequalities).
2002 gab er die Selecta seines Lehrers Hans Lewy bei Birkhäuser heraus.

## Schriften
- mit Guido Stampacchia: An introduction to variational inequalities and their applications (= Pure and Applied Mathematics. 88). Academic Press, New York NY u. a. 1980, ISBN 0-12-407350-6.
- als Herausgeber mit Constantine Dafermos, Jerald L. Ericksen: Amorphous Polymers and Non-Newtonian Fluids (= The IMA Volumes in Mathematics and its Applications. 6). Springer, New York NY u. a. 1987, ISBN 0-387-96556-4.
- als Herausgeber mit Jerald L. Ericksen: Theory and applications of liquid crystals (= The IMA Volumes in Mathematics and its Applications. 5). Springer, New York NY u. a. 1987, ISBN 0-387-96546-7.
- als Herausgeber mit Richard James, Mitchell Luskin, Jerry L. Ericksen: Microstructure and phase transition (= The IMA Volumes in Mathematics and its Applications. 54). Springer, New York NY u. a. 1993, ISBN 0-387-94112-6.